# Gentlemen
| Críticas profissionais | Críticas profissionais |
| Avaliações da crítica  | Avaliações da crítica  |
| Fonte                  | Avaliação              |
| ---------------------- | ---------------------- |
| Allmusic               | [ 1 ]                  |
| Rolling Stone          | [ 2 ]                  |

Gentlemen é o quarto álbum de estúdio da banda The Afghan Whigs. Foi lançado em 1993 pela Elektra Records nos Estados Unidos e pela Blast First na Inglaterra.

## Faixas
Todas as faixas foram compostas por Greg Dulli, exceto onde indicado.
| N.º | Título                                         | Duração |  |
| 1.  | "If I Were Going"                              | 3:05    |  |
| 2.  | "Gentlemen"                                    | 3:54    |  |
| 3.  | "Be Sweet" (Dulli, McCollum)                   | 3:37    |  |
| 4.  | "Debonair"                                     | 4:15    |  |
| 5.  | "When We Two Parted" (Dulli, McCollum)         | 5:47    |  |
| 6.  | "Fountain and Fairfax"                         | 4:21    |  |
| 7.  | "What Jail Is Like"                            | 3:30    |  |
| 8.  | "My Curse" (Cantado por Marcy Mays, do Scrawl) | 5:45    |  |
| 9.  | "Now You Know"                                 | 4:10    |  |
| 10. | "I Keep Coming Back" (Leo Austell, Leo Graham) | 4:52    |  |
| 11. | "Brother Woodrow/Closing Prayer"               | 5:40    |  |

A versão LP do álbum incluia um vinil bônus de 12", de edição limitada, contendo as quatro músicas listadas abaixo, originalmente gravadas para um programa de rádio (Goudier Session, BBC Radio 1):
| N.º | Título                        | Duração |  |
| 1.  | "Rot" (Mays, Harshe, O'Leary) | 2:49    |  |
| 2.  | "Fountain and Fairfax"        |         |  |
| 3.  | "I Keep Coming Back"          | 3:20    |  |
| 4.  | "Tonight"                     | 4:38    |  |

## Créditos

### Integrantes
- Greg Dulli: guitarra, vocal, arte, produção, engenharia de som
- Rick McCollum: guitarra
- John Curley: baixo, produção, engenharia de som
- Steve Earle: bateria, percussão

### Equipe adicional
- Happy Chichester: mellotron, piano
- John Hampton:	engenharia de som
- Barbara Hunter: violoncelo
- Bob Ludwig: masterização
- Marcy Mays: vocal
- Jeff Powell: engenharia de som, mixagem
- Jeffrey Reed:	engenharia de som
- Jody Stephens: vocal de apoio